# Sojoez 28
Sojoez 28 (ook: 10694) was een Russische bemande ruimtevlucht uit 1978. Het betrof de eerste missie uit het internationale Interkosmosprogramma. Doel van deze missie was een koppeling uitvoeren met het Russische ruimtestation Saljoet 6.

## Andere landen mogen mee
Eind 1976 maakte de Sovjet-Unie wereldkundig, dat het bevriende landen via het Interkosmos-programma de gelegenheid gaf hun eigen kosmonaut af te vaardigen. De training voor deze "halfbakken" kosmonauten ving kort daarop aan. Vergeleken met de normale lichting duurde die relatief kort. De volgorde waarin de landen aan bod kwamen bepaalde men aan de hand van de positie van hun beginletters in het Russische alfabet. Deze missies namen ruim een week in beslag en vlogen naar ruimtestations. Tsjecho-Slowakije kreeg de eer toebedeeld als eerste een ruimtevaarder af te mogen vaardigen. De keus viel op de 29-jarige Remek, die over een uitstekende kruiwagen beschikte: zijn vader bekleedde de post van onderminister van Defensie. Zijn beoogd commandant was 47 en had een zoon van bijna dezelfde leeftijd. Remek had als vrijgezel een belangrijk streepje voor. Zonder bekommeringen om vrouw en kinderen verbleef hij een jaar lang in het gezin van zijn aankomend gezagvoerder.

## Bemanning
De bemanning voor Sojoez 28 bestond uit twee kosmonauten. Kolonel Aleksej Goebarev (gezagvoerder) en Vladimír Remek (onderzoeker). Remek onderging zijn ruimtedoop, zijn commandant vloog reeds eerder aan boord van Sojoez 17. Hun Sojoez woog 6570 kg.

## Vluchtverloop

### Lancering en koppeling
Sojoez 28 verliet het platform op 2 maart 1978 met een Sojoez draagraket vanaf Tjoeratam te Bajkonoer. De capsule bereikte een baan met een apogeum van 309 km, een perigeum van 269 km en een omlooptijd van anderhalf uur. De inclinatie bedroeg 51,6° bij een excentriciteit van 0,003. Een dag later verwelkomde de bemanning van Saljoet 6 hun gasten bij het achterste koppelingsluik (Sojoez 27 nam het voorste in beslag, Progress 1 verliet Saljoet 6 al een maand eerder). De eerste ruimtestations werden hooguit enige weken bemand. Zulke korte missies waren zeer duur. Ook een supermogendheid als de Sovjet-Unie kostte dit te veel roebels. De techniek om een duurzamer ruimtestation te bouwen stond echter niet stil en maakte een langer verblijf mogelijk. Romanenko en Gretsjko bevonden zich al drie maanden rond de Aarde in een metalen cilinder met slechts enkele patrijspoorten. Enige afwisseling in gesprekspartners aan boord was dan ook meer dan welkom.

### Experimenten
In deze tijd van Koude Oorlog dienden Interkosmosvluchten vooral een politiek doel. Uiteraard kwamen de gastlanden niet met lege handen en voerden diverse experimenten uit, ditmaal ontworpen door zowel Tsjecho-Slowaakse als Sovjet geleerden. Goebarev en Remek voerden hoofdzakelijk proeven uit op het gebied van metaalbewerking, biomedisch onderzoek en observaties van de Aarde. Met "Extinctia" gingen ze na hoe helder sterren straalden op het ogenblik dat ze achter de aardhorizon verdwenen. Via "Oxymeter" maten zij het zuurstofgehalte in lichaamsweefsels in gewichtloze toestand. Tijdens de "Morava" proef benutten ze de elektrische "Splav" oven om nieuwe optisch-elektrische materialen te vervaardigen. Men smolt zilver, lood, glas en koperchloriden. Een andere proef bracht de groei van de algensoort chlorella tijdens gewichtloosheid in kaart. Remek verrichtte vooral biomedisch onderzoek, waarnemingen van de bovenste atmosfeerlagen en proeven met betrekking tot materiaalkunde.
Na een verblijf van een week zat missie van de gasten er op. Zij pakten hun experimenten in om mee terug te nemen naar de Aarde.

## Terugkeer
Goebarev en Remek gingen op huis aan op 10 maart 1978. Sojoez 28 landde zonder problemen op 310 km ten westen van Tselinograd. Het tweetal had 125 maal om de Aarde gecirkeld en verbleef 7 dagen, 22 uur en 16 minuten in de ruimte. Beiden maakten met Sojoez 28 hun laatste ruimtevlucht. De Sovjet-Unie kon terugkijken op een geslaagde eerste Interkosmos-missie. 
1 ·
2 ·
3 ·
4 ·
5 ·
6 ·
7 ·
8 ·
9 ·
10 ·
11 ·
12 ·
13 ·
14 ·
15 ·
16 ·
17 ·
18A ·
18 ·
19 ·
20 ·
21 ·
22 ·
23 ·
24 ·
25 ·
26 ·
27 ·
28 ·
29 ·
30 ·
31 ·
32 ·
33 ·
34 · 
35 ·
36 ·
37 ·
38 ·
39 ·
40

T-1 ·  
T-2 ·
T-3 ·
T-4 ·
T-5 · 
T-6 ·
T-7 · 
T-8 ·
T-9 · 
T-10-1 ·
T-10 · 
T-11 ·
T-12 · 
T-13 ·
T-14 · 
T-15